# Fevillea passiflora
Fevillea passiflora là một loài thực vật có hoa trong họ Cucurbitaceae. Loài này được José Mariano da Conceição Vellozo cung cấp hình vẽ minh họa lần đầu tiên năm 1831.
Loài này đôi khi được tách riêng trong chi Anisosperma với danh pháp Anisosperma passiflora hoặc được coi như là loài trong phân chi Anisosperma của chi Fevillea.

## Phân bố
Loài đặc hữu Brasil. Môi trường sống là các khu rừng hành lang vùng duyên hải Brasil ở đông nam Bahia, Rio de Janeiro, đông Sao Paulo, đông Parana.